# Norman Kirk
Pour les articles homonymes, voir Kirk.
Norman Eric Kirk, né le 6 janvier 1923 à Waimate – mort à Wellington le 31 août 1974, en Nouvelle-Zélande, est le 29e Premier ministre de la Nouvelle-Zélande du 8 décembre 1972 jusqu’à sa mort. Il est membre du Parti travailliste.

## Source
- (en) Cet article est partiellement ou en totalité issu de l’article de Wikipédia en anglais intitulé « Norman Kirk » (voir la liste des auteurs).